# 宇文韬
宇文韬（?—?），鲜卑宇文部的后代，北周缔造者宇文泰的祖父。他的曾祖父宇文逸豆归，为前燕慕容部所灭，他的祖父宇文陵后来归附拓跋部。北魏建立后，宇文陵迁居武川。宇文韬的父亲为宇文系，宇文韬与宇文系并以武略著称；另有弟弟宇文阿头。宇文韬的儿子是宇文肱。

## 子
- 宇文肱